# Isländischer Fußballpokal der Männer 1969
Der isländische Fußballpokal 1969 war die zehnte Austragung des isländischen Pokalwettbewerbs der Männer. Pokalsieger wurde zum ersten Mal ÍBA Akureyri. Das Team setzte sich im Finale am 7. Dezember 1969 im Melavöllur von Reykjavík gegen ÍA Akranes durch. Titelverteidiger ÍBV Vestmannaeyja war im Viertelfinale gegen KR Reykjavík ausgeschieden.

## Modus
Die Begegnungen wurden in einem Spiel ausgetragen. Bei unentschiedenem Ausgang wurde bis zur 3. Runde der Sieger per Los ermittelt. Ab dem Viertelfinale wurde das Spiel nach einem Remis zunächst wiederholt, und dann gegebenenfalls per Los entschieden.

## 1. Runde
22 Mannschaften nahmen teil, davon 10 Reserveteams.
| Datum      |                        | Ergebnis |                      |
| ---------- | ---------------------- | -------- | -------------------- |
| 12.07.1969 | ÍF Vestri              | 5:2      | UMF Stjarnan         |
| 15.07.1969 | þróttur Reykjavík B    | 0:1      | FH Hafnarfjörður     |
| 16.07.1969 | ÍB Keflavík B          | 1:2      | Ármann Reykjavík     |
| 19.07.1969 | ÍBA Akureyri B         | 4:1      | UMF Selfoss B        |
| 21.07.1969 | KR Reykjavík B         | 5:2      | þróttur Reykjavík    |
| 22.07.1969 | Haukar Hafnarfjörður B | 2:3      | UMF Njarðvík         |
| 24.07.1969 | Víkingur Reykjavík B   | 4:0      | Ármann Reykjavík B   |
| 25.07.1969 | Valur Reykjavík B      | 4:0      | Hrönn Reykjavík      |
| 26.07.1969 | Hörður Isafjörður      | 1:6      | Víkingur Reykjavík   |
| 26.07.1969 | ÍBV Vestmannaeyja B    | 1:0      | Haukar Hafnarfjörður |
| 27.07.1969 | Völsungur Húsavík      | 3:0      | Breiðablik Kópavogur |

## 2. Runde
Teilnehmer: Die elf Sieger der 1. Runde, Hamar, UMF Víkingur, UMF Selfoss und vier Reserveteams (Fram B, ÍA Akranes B, Breiðablik B, FH B).
| Datum      |                    | Ergebnis |                        |
| ---------- | ------------------ | -------- | ---------------------- |
| 07.08.1969 | Fram Reykjavík B   | 5:1      | Hamar Hveragerði       |
| 16.08.1969 | UMF Víkingur       | 2:5      | Valur Reykjavík B      |
| 16.08.1969 | Völsungur Húsavík  | 3:2      | KR Reykjavík B         |
| 21.08.1969 | ÍA Akranes B       | 6:1      | Víkingur Reykjavík B   |
| 24.08.1969 | FH Hafnarfjörður B | 2:1      | ÍBA Akureyri B         |
| 27.08.1969 | UMF Selfoss        | 2:0      | FH Hafnarfjörður       |
| 27.08.1969 | Víkingur Reykjavík | 4:1      | Breiðablik Kópavogur B |
| 30.08.1969 | UMF Njarðvík       | 0:1      | ÍF Vestri              |
| 06.09.1969 | Ármann Reykjavík   | 1:4      | ÍBV Vestmannaeyja B    |

## 3. Runde
Teilnehmer: Die neun Sieger der 2. Runde und die sieben Teams der 1. deild 1969.
| Datum      |                     | Ergebnis |                    |
| ---------- | ------------------- | -------- | ------------------ |
| 27.09.1969 | ÍF Vestri           | 1:2      | Valur Reykjavík    |
| 27.09.1969 | ÍBA Akureyri        | 3:2      | ÍA Akranes B       |
| 28.09.1969 | Valur Reykjavík B   | 3:2      | Völsungur Húsavík  |
| 05.10.1969 | KR Reykjavík        | 4:0      | FH Hafnarfjörður B |
| 05.10.1969 | UMF Selfoss         | 4:2      | Fram Reykjavík B   |
| 05.10.1969 | Fram Reykjavík      | 0:3      | ÍA Akranes         |
| 12.10.1969 | ÍBV Vestmannaeyja B | 1:2      | Víkingur Reykjavík |
| 12.10.1969 | ÍBV Vestmannaeyja   | 1:0      | ÍB Keflavík        |

## Viertelfinale
| Datum      |                    | Ergebnis |                   |
| ---------- | ------------------ | -------- | ----------------- |
| 11.10.1969 | Valur Reykjavík B  | 0:2      | UMF Selfoss       |
| 12.10.1969 | Valur Reykjavík    | 0:1      | ÍA Akranes        |
| 18.10.1969 | Víkingur Reykjavík | 3:4      | ÍBA Akureyri      |
| 19.10.1969 | KR Reykjavík       | 2:2      | ÍBV Vestmannaeyja |

### Wiederholungsspiel
| Datum      |              | Ergebnis |                   |
| ---------- | ------------ | -------- | ----------------- |
| 01.11.1969 | KR Reykjavík | 3:1      | ÍBV Vestmannaeyja |

## Halbfinale
| Datum      |              | Ergebnis |              |
| ---------- | ------------ | -------- | ------------ |
| 01.11.1969 | ÍBA Akureyri | 3:1      | UMF Selfoss  |
| 22.11.1969 | ÍA Akranes   | 4:1      | KR Reykjavík |

## Finale
| Paarung  | ÍBA Akureyri – ÍA Akranes                                       |
| Ergebnis | 1:1                                                             |
| Datum    | 30. November 1969                                               |
| Stadion  | Melavöllur, Reykjavík                                           |
| Tore     | Für Akureyri: Valsteinn Jonsson Für Akranes: Guðjon Guðmundsson |

### Wiederholungsspiel
| Paarung  | ÍBA Akureyri – KR Reykjavík                                                                                              |
| Ergebnis | 3:2 |
| Datum    | 7. Dezember 1969 |
| Stadion  | Melavöllur, Reykjavík |
| Tore     | Für Akureyri: Magnus Jonatansson, Eyjolfur Agustsson, Kári Árnason, Für Akranes: Matthias Hallgrimsson, Teitur Þórðarson |